# Debora e Jaele
Debora e Jaele és una òpera en tres actes d'Ildebrando Pizzetti amb llibret del mateix compositor, sobre un tema bíblic. Va ser representada per primera vegada al Teatre alla Scala de Milà el 16 de desembre de 1922. L'estrena va constituir un èxit, amb quinze cridades de cortines pels artistes.
Andrea Della Corte va definir aquesta obra com «una que trastoca els plànols teatrals fins ara coneguts», marcant una evolució tant pel que fa a l'ús dels elements temàtics wagnerians com pel que fa a la declamació debussyniana. De particular bellesa en els números corals, «com els de Fedra, la més bella polifonia vocal italiana després del segle de la nostra gran polifonia». Durant molts anys, Debora e Jaele va ser considerada una de les grans obres mestres no només de Pizzetti, sinó de tota l'òpera italiana del segle xx, malgrat la qual cosa va caure dels repertoris habituals ràpidament.

## Intèrprets de la primera representació
| Personatge          | Intèrpret          |
| ------------------- | ------------------ |
| Debora              | Elvira Casazza     |
| Jaele               | Giulia Tess        |
| Mara                | Anna Gramegna      |
| Nabì                | Giovanni Azzimonti |
| Baràk               | Vincenzo Cassia    |
| Azriél              | Alfredo Tedeschi   |
| El cec de Kinnèreth | Ezio Pinza         |
| Scillèm             | Luigi Cilla        |
| Jèsser              | Osvaldo Pellegrini |
| El rei Sisera       | John Sample        |
| Talmài              | Amleto Galli       |
| Adonisèdek          | Giovanni Azzimonti |
| Piràm               | Aristide Baracchi  |
| Jafìa               | Giuseppe Nessi     |
| Un esclau           | Guio Uxa           |

Director: Arturo Toscanini.

## Argument
Sisera, rei de Canaan, està a punt de derrotar els israelites. Debora, profetessa d'Israel, estableix que Jaele, de qui Sisera està desesperadament enamorat, sigui entregada al rei de Canaan amb l'objectiu de parar una trampa, consistent en convèncer-lo de què mogui les seves tropes cap al mont Tabor, on els israelites poden derrotar-lo fàcilment.
Jaele, volent dissipar les sospites de complicitat amb l'enemic que tenen els israelites, accepta i aconsegueix presentar-se davant Sisera, però el pla és descobert per Talmài, un oficial de Sisera. Aquest perdona a Jaele, que comença a sentir-se atreta pel generós personatge del rei enemic i només reacciona quan sent la cançó desesperada de Mara, una israeliana que ha perdut tota la família, exterminada pels soldats de Sisera.
Inesperadament, la batalla final és guanyada pels israelians. Sisera busca refugi a la tenda de Jaele, qui cedeix a l'amor i intenta protegir-lo. Arriba després Debora, descobrint a Sisera i ordenant a Jaele que lliuri Sisera per tal que sigui executat. Jaele prefereix matar-lo d'una manera dolça que lliurar-lo al seu poble, que el mataria sense pietat.

## Discografia
- 1952 - Cloe Elmo (Debora), Clara Petrella (Jaele), Maria Amadini (Mara), Gino Penno (Sisera), Saturno Meletti (Jesser), Antonio Cassinelli (Hever), Silvio Majonica (el Cec), Franco Calabrese (Talmài) - Director: Gianandrea Gavazzeni - Orquestra i Cor de la RAI de Milà - Enregistrament en directe - Great Obra Performance[5]
- 1963 - Fedora Barbieri (Debora), Clara Petrella (Jaele), Adriana Lazzarini (Mara), Bruno Prevedi (Sisera), Lino Puglisi (Jesser), Wladimiro Ganzarolli (Hever), Nicola Zaccaria (el Cec), Leonardo Monreale (Talmài) - Director: Antonino Votto - Orquestra i Cor de La Scala de Milà - Enregistrament en directe - La Maison de la Lirique; House of Opera CD8392[6][7]
- 1997 - Carol Sparrow (Debora), Izabella Klosinka (Jaele), Marion Van Den Akker (Mara), Daniel Galvez-Vallejo (Sisera), Julian Hartmann (Jesser), Romain Bischoff (Hever), Nanco De Vries (el Cec), Leonardo Monreale (Talmài) - Director: Gabriel Chmura - Orquestra de la Ràdio Holandesa. Cor Groot Omroepkoor i Opera de Lipsia - Enregistrament en directe - House of Opera CD8393[8]